# Роузланд (Калифорнија)
Роузланд (енгл. Roseland) насељено је место без административног статуса у америчкој савезној држави Калифорнија.

## Демографија
По попису из 2010. године број становника је 6.325, што је 44 (-0,7%) становника мање него 2000. године.
| Група             | 2000.         | 2010.         |
| Белци             | 2.758 (43,3%) | 1.889 (29,9%) |
| Афроамериканци    | 171 (2,7%)    | 130 (2,1%)    |
| Азијати           | 337 (5,3%)    | 276 (4,4%)    |
| Хиспаноамериканци | 2.753 (43,2%) | 3.773 (59,7%) |
| Укупно            | 6.369         | 6.325         |